# Silia Kapsis
Vasiliki Silia Kapsis, född  5 december 2006 i Sydney,  är en australisk sångerska som representerade Cypern i Eurovision Song Contest 2024 med låten "Liar".